# Субпродукт
Субпроду́кт (англ. By-product) — продукт, отриманий при виробництві для виготовлення іншого продукту. Це нормальний результат виробничого процесу, якого неможливо уникнути. На субпродукти відноситься частина загальних виробничих затрат, при цьому очікувані прибутки або збитки від його продажу рівні нулю.
До досягнення точки поділу (моменту виробництва, в якому продукти розділяються) спільно вироблені продукти і субпродукти не можна ідентифікувати як різні продукти, неможливо і розділити витрати на окремі продукти. Всі понесені комплексні витрати до точки поділу відносять тільки на основні продукти (спільно вироблені продукти). Після точки поділу побічний продукт має нульову собівартість.
Потім витрати подальшої переробки відносяться на собівартість кожного побічного продукту. Запас побічних продуктів на балансі відбивається на вартістю чистого доходу (доходу реалізації за мінусом витрат додаткової переробки після точки розділення), який при обліку віднімається від собівартості основних продуктів (спільно вироблених продуктів).

## Джерело
- Wouters, Mark; Selto, Frank H.; Hilton, Ronald W.; Maher, Michael W. (2012): Cost Management: Strategies for Business Decisions, International Edition, McGraw-Hill